# Zemský okres Viersen
Zemský okres Viersen (německy Kreis Viersen) je zemský okres v německé spolkové zemi Severní Porýní-Vestfálsko, ve vládním obvodu Düsseldorf. Sídlem správy zemského okresu je město Viersen. Má přibližně 299 tisíc obyvatel. 

## Města a obce
| Města: 1. Kempen 2. Nettetal 3. Tönisvorst 4. Viersen 5. Willich | Obce: 1. Brüggen 2. Grefrath 3. Niederkrüchten 4. Schwalmtal |